# Rima (namn)
Rima är ett namn som både kan vara ett förnamn och ett efternamn.
Den 31 december 2010 fanns det 506 kvinnor och 6 män med förnamnet Rima i Sverige, varav 464 kvinnor och en man hade det som tilltalsnamn. Två personer i Sverige hade Rima som efternamn.

## Personer med namnet Rima
- Rima Fakih